# Ophionereis schayeri
Ophionereis schayeri is een slangster uit de familie Ophionereididae.
De wetenschappelijke naam van de soort werd in 1844 gepubliceerd door Johannes Peter Müller & Franz Hermann Troschel.